# باغ مظفری
باغ مظفری مربوط به اواخر دوره قاجار است و در شهرستان تفت، بخش مرکزی، دهستان پیشکوه، روستای اسلامیه، کوچه مسجد فاطمیه، انتهای کوچه واقع شده و این اثر در تاریخ ۱۶ دی ۱۳۸۷ با شمارهٔ ثبت ۲۴۴۱۸ به‌عنوان یکی از آثار ملی ایران به ثبت رسیده است.